# آنا سيليزنيفا
آنا سيليزنيفا (الروسية: Анна Селезнёва ، ولدت في 29 يوليو 1990) عارضة أزياء روسية ولدت في موسكو لأب روسي وأم أرمنية. تم اكتشافها في عام 2007 في ماكدونالدز. في وقت لاحق من ذلك العام بدأت حياتها المهنية في مجال عروض أزياء بعد توقيعها مع وكالة في باريس.

## وصلات خارجية
- Anna Selezneva at Dom Models.ru.
- آنا سيليزنيفا على موقع دليل عارضات الأزياء (الإنجليزية)
- Anna Selezneva at the دليل عارضات الأزياء
- Anna Selezneva on إنستغرام.